# Amandia
Amandia is een geslacht van vliesvleugeligen uit de familie Pteromalidae. De wetenschappelijke naam van dit geslacht is voor het eerst geldig gepubliceerd in 1984 door Graham.

## Soorten
Het geslacht Amandia is monotypisch en omvat slechts de volgende soort:
- Amandia cuprea Graham, 1984